# یواس‌اس گوینور (آی‌ایکس-۶۷)
یواس‌اس گوینور (آی‌ایکس-۶۷) (به انگلیسی: USS Guinevere (IX-67)) یک کشتی بود که طول آن ۱۹۵ فوت (۵۹ متر) بود. این کشتی در سال ۱۹۲۱ ساخته شد.